# Ramón Guardans
Ramón Guardans Vallés (Reus, 1919 - Barcelona, 16 de abril de 2007) fue un abogado, directivo y político monárquico conservador español.

## Biografía
Licenciado en Derecho por la Universidad de Barcelona, abrió despacho de abogados en la capital condal, actividad que compagino con la gestión empresarial. Durante la dictadura franquista tuvo puestos de responsabilidad en el banco Banesto y en la Compañía General de Tabacos de Filipinas, presidió la Junta del Puerto de Barcelona y fue secretario del Consejo Privado de Don Juan de Borbón, conde de Barcelona. En 1951 se casó con Helena Cambó, hija de Francesc Cambó, con quien tuvo catorce hijos. 
En el ámbito cultural, fue uno de los fundadores del Club Catalònia, presidente de la Junta de Museos de Barcelona, del Patronato del Museo Nacional de Arte de Cataluña (MNAC), del Círculo Artístico de Sant Lluc y vicepresidente del Orfeón Catalán. En 1995 encabezó la Fundación Familiar Catalana, impulsora del centro privado, Universidad Internacional de Cataluña (UIC), cuyo patronato fundacional dirigió hasta 1998. La propia universidad le otorgó el título de doctor honoris causa. Fue también secretario general del Instituto Cambó, de la Fundación Bernat Metge y de la Fundación Bíblica Catalana. En 2005, la Generalidad de Cataluña lo galardonó con la Cruz de Sant Jordi